# Backyard Camp
Backyard Camp — український неприбутковий центр військової підготовки й комплексна військо-освітня платформа, заснована влітку 2022 року у відповідь на повномасштабне вторгнення рф.
Мета ініціативи — підвищення рівня готовності цивільного населення та військовослужбовців до дій у кризових і бойових умовах, а також розвиток культури оборони в Україні.
Його засновниками є військові Артем Веселов та Дмитро Зубков.
Центр розташований у Київській області. Відкриття другої локації військово-освітнього комплексу заплановане на Волині.

## Діяльність
Backyard Camp пропонує практичні навчальні курси та тренінги для цивільних, резервістів і військовослужбовців. Програми побудовані з урахуванням потреб сучасної війни та охоплюють базову і поглиблену тактичну й вогневу підготовку, а також курси домедичної допомоги.
Навчання проводять інструктори з бойовим досвідом, серед яких українські військовослужбовці, ветерани з реальним бойовим досвідом, а також іноземні фахівці: зокрема з НАТО, Французького іноземного легіону, Армії оборони Ізраїлю, Армії США та підрозділу ВМС США «SEALs».
Перелік курсів:
1. Базова вогнева і тактична підготовка (англ. Basic Camp)
2. Робота у складі малої тактичної групи (англ. Squad Camp)
3. Поглиблена тактична підготовка, планування завдань (англ. Advanced Camp)
4. Домедична допомога в умовах бойових дій (англ. First Aid)
5. Взаємодія з транспортними засобами (англ. Wheels Defense)
6. Робота в окопах (англ. Trench raid)
7. Курс влучного стрільця у складі групи та наодинці (англ. Marksmanship)
8. Інженерний курс: робота з вибухонебезпечними речовинами (англ. EOD)

## Завдання проєкту
Проєкт працює за принципом поєднання військової та громадянської підготовки. Його завдання:
- посилення навичок військовослужбовців та резервістів за актуальними напрямами;
- популяризація культури оборони та відповідального володіння зброєю серед населення;
- підготовка цивільного населення до дій під час окупації, бойових дій, ракетних атак, обстрілів та інших кризових ситуацій;
- розвиток спільноти однодумців, готових підтримувати одне одного та ділитися знаннями.

Backyard Camp декларує, що підготовка спрямована не лише на опанування технічних навичок, але й на розвиток психологічної стійкості, командної взаємодії та відповідального ставлення до безпеки.
Формування спільноти є однією з основних цілей проєкту, адже, за задумом засновників, горизонтальні зв'язки між підготовленими громадянами посилюють загальну обороноздатність країни.